# 唐辛多喜弥
唐辛 多喜弥（とうがらし たきや、1864年6月2日 - 1944年6月27日）は、福岡県行橋市出身で雷部屋に所属した大相撲力士。本名は奥村 多喜弥（旧姓:宮原）。最高位は西前頭11枚目（1896年1月場所）。現役時代の体格は164cm、81kg。

## 来歴
唐辛という非常に珍しい四股名の持ち主だが、これは「小粒でもピリリと辛い」という意味が込められていたという。名付け親は彼を贔屓にしていた伊藤博文とも、黒田清隆とも伝わる。
当初は大坂相撲で取っていたが上京し、15代横綱梅ヶ谷に入門、1883年（明治16年）1月場所序二段付出で東京相撲の初土俵を踏んだ。十両には1889年（明治22年）1月場所に昇進、入幕は1894年（明治27年）5月場所のことだった。以後1898年（明治31年）5月場所の引退までの間に幕内を通算7場所務めたが、上位に上がることはなかった。引退後「一力」と改めて、短期間だが大坂相撲に戻ったという。その後は郷里に戻り、力士としては長寿の80歳まで生きた。
四股名の通りの小兵だが、「七色の取る手うるわし唐辛…」と相撲甚句に歌われるほどの手取り型の取り口だったという。初っ切りが巧く、これを愛好した明治天皇にたびたび宮中に召されて披露した。明治天皇自ら廻しを着けて、自らと体格のそう変わらない唐辛と相撲に興じることもあったという。
郷土の行橋市のまちづくり団体「一般社団法人　行橋未来塾」の江本満代表理事は、2018年12月にあった大相撲行橋京築場所の勧進元を務めたことをきっかけに、唐辛の消息を調べ始めた。

## 主な成績(東京)
- 現役在位：32場所
- 十両在位：9場所
- 十両成績：28勝26敗7分6預
- 幕内在位：7場所
- 幕内成績：12勝37敗8分3預10休　勝率.245
- 通算成績：40勝63敗15分9預10休[2]

### 場所別成績
| 1883年 （明治16年） | 序二段 –                     | 東序二段26枚目 –             |
| 1884年 （明治17年） | 東序二段6枚目 –              | 東三段目27枚目 –             |
| 1885年 （明治18年） | 西三段目17枚目 –             | 西三段目19枚目 –             |
| 1886年 （明治19年） | 東幕下67枚目 –               | 東幕下50枚目 –               |
| 1887年 （明治20年） | 東幕下39枚目 –               | 東幕下21枚目 –               |
| 1888年 （明治21年） | 東幕下筆頭 0–2 （対十両戦）  | 東幕下筆頭 1–1 （対十両戦）  |
| 1889年 （明治22年） | 東十両7枚目 2–5 1分          | 東幕下3枚目 0–2 （対十両戦） |
| 1890年 （明治23年） | 東幕下8枚目 0–2 （対十両戦） | 西幕下2枚目 2–0 （対十両戦） |
| 1891年 （明治24年） | 西十両7枚目 3–4 1預          | 西十両6枚目 2–6 1分1預       |
| 1892年 （明治25年） | 西十両7枚目 2–1 2分1預       | 西十両7枚目 4–5 1預          |
| 1893年 （明治26年） | 東十両7枚目 5–2 1預          | 西十両3枚目 4–3 1分          |
| 1894年 （明治27年） | 西十両2枚目 5–3              | 西前頭15枚目 3–5–1 1分       |
| 1895年 （明治28年） | 西前頭13枚目 1–6–2 1預       | 西十両筆頭 3–2 3分1預        |
| 1896年 （明治29年） | 西前頭11枚目 1–4–1 3分1預    | 西前頭13枚目 2–4–1 2分1預    |
| 1897年 （明治30年） | 西前頭13枚目 3–5–1 1分       | 西前頭12枚目 1–5–1 3分       |
| 1898年 （明治31年） | 西前頭14枚目 1–8–1           | 西十両筆頭 引退 0–0–0        |
| 各欄の数字は、「勝ち-負け-休場」を示す。 優勝 引退 休場 十両 幕下 三賞：敢=敢闘賞、殊=殊勲賞、技=技能賞 その他：★=金星 番付階級：幕内 - 十両 - 幕下 - 三段目 - 序二段 - 序ノ口 幕内序列：横綱 - 大関 - 関脇 - 小結 - 前頭（「#数字」は各位内の序列） |                              |                              |

- 幕下以下の地位は小島貞二コレクションの番付実物画像による。また当時の幕下以下の星取や勝敗数等の記録については2024年現在相撲レファレンス等のデータベースに登録がなく、特に序二段や序ノ口などについては記録がほとんど現存していないと思われるため、幕下以下の勝敗数等は暫定的に対十両戦の分のみを示す。

## 改名歴
（小島貞二コレクションの番付実物画像による。1884年1月場所以降は、番付面の表記で、当時の下位番付の特徴として、簡略表記や表記揺れが著しいものは、正式表記と思われる名前にまとめるものとする）
- 岩嵐 田キ弥（いわあらし たきや） - 1883年5月場所
- 唐辛 多喜弥（とうがらし たきや） - 1884年1月場所 - 1888年5月場所（1886年1月場所のみ例外的に下の名前を「荘馬」に改名）
- 稲妻 多喜弥（いなづま たきや） - 1889年1月場所 - 1889年5月場所
- 唐辛 多喜弥（とうがらし たきや） - 1890年1月場所 - 1898年5月場所（1890年5月場所の番付表記「蕃椒」含む。下の名前の番付面の表記は「夛喜弥」）